# Као Моцо (Венеција)
Као Моцо (итал. Cao Mozzo) је насеље у Италији у округу Венеција, региону Венето.
Према процени из 2011. у насељу је живело 21 становника. Насеље се налази на надморској висини од 1 м.